# Wężownica (armata)

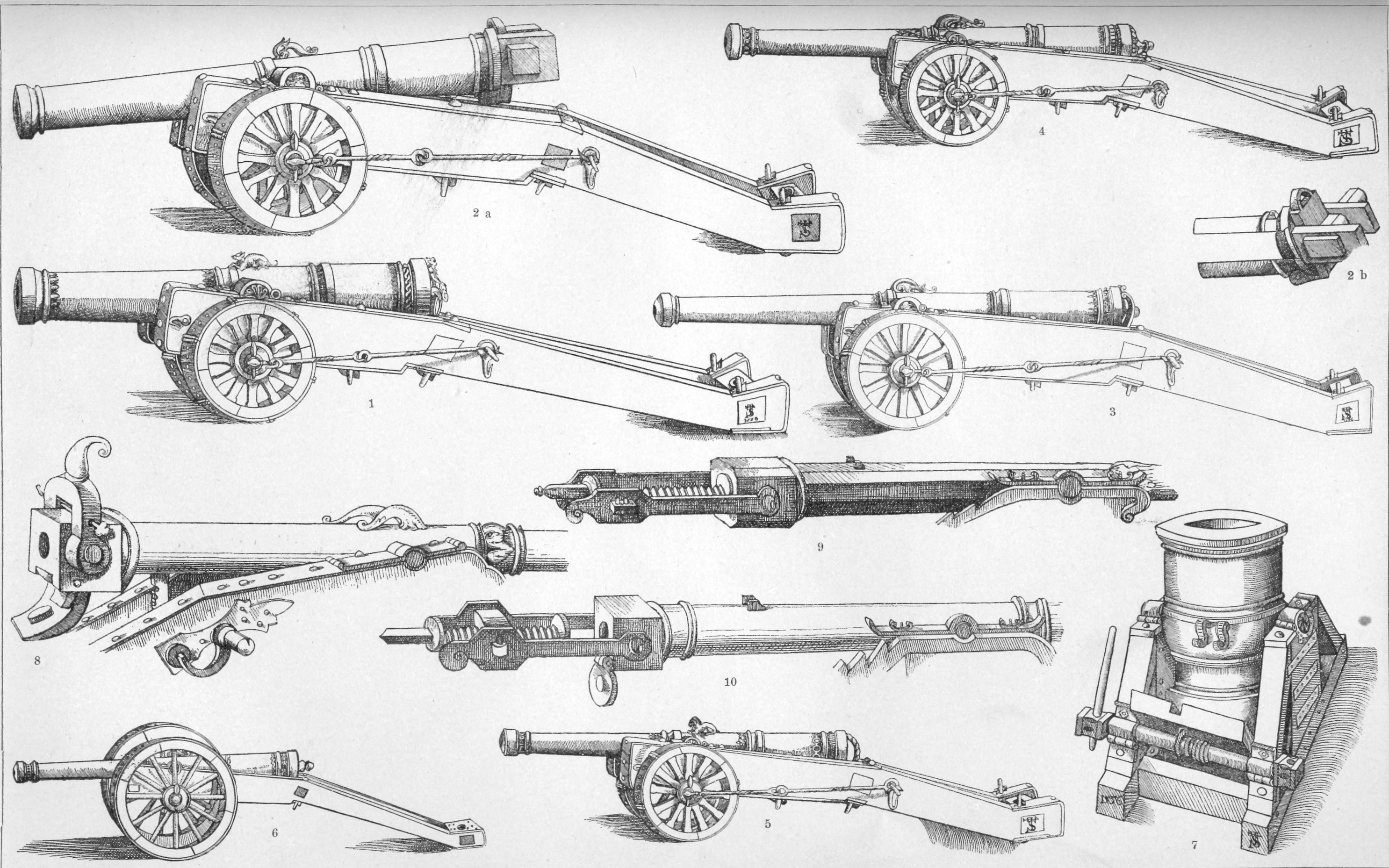
Wężownice z XVI w. pod numerami 3. (tzw. notszlanga) i 4. (ćwierć- lub półwężownica)

Wężownica, szlanga (niem. Schlange) – rodzaj bezkomorowej kolubryny używanej w Europie w XVI i XVII w., a sporadycznie nawet w 1. poł. XIX w. 
Charakteryzowała się długą lufą, której zawdzięczała swą nazwę. Była stosowana w wielu państwach (szczególnie popularna w Cesarstwie) i w różnych odmianach, dlatego mogła być zaliczana do różnych kategorii wagowych.

## Rodzaje
- wężownica
- podwójna wężownica
- półwężownica
- ćwierćwężownica
- wężownica polowa (niem. Feldschlange, kolubryna)
- tzw. notszlanga (niem. Notschlange, kolubryna 3/4)